# ارکیده‌های زبان‌دار
ارکیده‌های زبان‌دار (انگلیسی: Cryptostylis) نام سرده ای از گیاهان گلدار از خانواده ارکیده است. ارکیده‌های زبان‌دار گیاهانی هستند زمینی با یک تا چند برگ ساقه‌دار.
یک تا چند گل آن روی ساقه گلدار ایستاده قرار می‌گیرند. بارزترین قسمت گل در مقایسه با کاسبرگ‌ها و گلبرگ‌های بسیار کاهش یافته، لیبلوم است. حداقل برخی از گونه‌ها هنگامی که می‌خواهند با گل جفت شوند توسط زنبورها گرده‌افشانی می‌شوند. حدود بیست و پنج گونه از ارکیده‌های زبان‌دار در جنوب آسیا، آسیای جنوب شرقی و اقیانوس آرام جنوبی یافت می‌شود.